# Fuping (Weinan)
Der Kreis Fuping (chinesisch 富平县, Pinyin Fùpíng Xiàn) ist ein Kreis der bezirksfreien Stadt Weinan in der chinesischen Provinz Shaanxi. Er hat eine Fläche von 1.246 Quadratkilometern und zählt 642.452 Einwohner (Stand: Zensus 2020). Sein Hauptort ist die Großgemeinde Doucun (窦村镇).
Im Kreisgebiet befindet sich das Yongling-Mausoleum (永陵, Yǒnglíng), die Kaiserlichen Mausoleen der Tang-Dynastie (唐代帝陵, Táng dài dì líng), in der Großgemeinde Gongli (宫里镇) liegen die Gräber Beizhouchengling (北周成陵, Běizhōuchénglíng) aus der Zeit der Südlichen und Nördlichen Dynastien, und das Tang-zeitliche Grab von Li Zhongjun (李重俊墓, Lǐ Zhòngjùn mù), und in der Großgemeinde Meiyuan (美原镇) steht die Fayuan-Pagode (法源寺塔, Fǎyuán sì tǎ) aus der Zeit der Tang-Dynastie, die auf der Liste der Denkmäler der Volksrepublik China stehen.

## Administrative Gliederung
Auf Gemeindeebene setzt sich der Kreis aus fünfzehn Großgemeinden und neun Gemeinden zusammen. Diese sind: 
- Großgemeinde Doucun 窦村镇
- Großgemeinde Zhuangli 庄里镇
- Großgemeinde Zhangqiao 张桥镇
- Großgemeinde Meiyuan 美原镇
- Großgemeinde Liuqu 流曲镇
- Großgemeinde Dancun 淡村镇
- Großgemeinde Wangliao 王寮镇
- Großgemeinde Liugu 留古镇
- Großgemeinde Laomiao 老庙镇
- Großgemeinde Xue 薛镇
- Großgemeinde Daoxian 到贤镇
- Großgemeinde Caocun 曹村镇
- Großgemeinde Gongli 宫里镇
- Großgemeinde Meijiaping 梅家坪镇
- Großgemeinde Liuji 刘集镇

- Gemeinde Nanshe 南社乡
- Gemeinde Huazhu 华朱乡
- Gemeinde Dongshangguan 东上官乡
- Gemeinde Yuling 峪岭乡
- Gemeinde Didian 底店乡
- Gemeinde Xiaohui 小惠乡
- Gemeinde Baimiao 白庙乡
- Gemeinde Jicun 齐村乡
- Gemeinde Mizi 觅子乡